# BOR-4
BOR-4 (БОР-4 em cirílico, acrônimo de "avião-foguete orbital não tripulado") foi um avião não tripulado para teste de voo, uma versão da escala de 1:2 do proposto "avião espacial" da União Soviética, o Spiral. Após o cancelamento do projeto Spiral, foi usado para testar novos materiais resistentes ao calor que seriam utilizados no escudo térmico do ônibus espacial Buran, então em desenvolvimento. Ele foi lançado quatro vezes na ponta de um foguete, realizando uma órbita para cada voo, após o qual reentrava na atmosfera e abria um paraquedas, para posteriormente cair no oceano, onde era recuperado por forças navais soviéticas.

## Características
- Órbita típica: 176 x 213 km
- Inclinação orbital: 51 graus
- Comprimento: 2,8 m
- Diâmetro máximo: 2,2 m
- Massa: 1200 kg